# 71 Ніоба
71 Ніоба — астероїд головного поясу, відкритий 13 серпня 1861 року.
Тіссеранів параметр щодо Юпітера — 3,205.